# Gornja Radgona
Gornja Radgona (slovenskt uttal: [ˈɡoːɾnja ˈɾaːdɡɔna] lyssna (fil), tyska: Oberradkersburg, ungerska: Felsőregede) är en ort i kommunen Gornja Radgona i landskapet Štajerska i norra Slovenien. Vänorten Bad Radkersburg ligger på andra sidan floden Mura i Österrike. Orterna splittrades 1919 då Steiermark delades mellan Slovenien och Österrike. Orten har 3 127 invånare (2022).